# Quadrathlon
Quadrathlon bezeichnet den sportlichen Vierkampf aus Schwimmen, Radfahren, Kanufahren und Laufen. Manchmal wird die Sportart auch als Quadriathlon bezeichnet. Quadrathlon wird in den vier verschiedenen Standarddistanzen Sprint, Kurz, Lang und Ultra absolviert (siehe unten).
Artverwandte Sportarten neben dem Triathlon und Duathlon ist der Kanutriathlon, eine Kombination aus Laufen, Radfahren und Paddeln. Erste Kanu-Mehrkämpfe gab es schon in den 1930er Jahren. Im deutschen Bundesverband für Quadrathlon (QUAD) wird zudem der Hydrathlon als (assoziierte) Sportart geführt. Diese Kombinationsportart besteht aus: Schwimmen – Laufen – Kajak. Er ist also – im Gegensatz zum Triathlon und Kanu-Triathlon – mit zwei Wasser-Disziplinen „wasserdominant“.
Quadrathlon bietet dem ambitionierten Multisportler den Vorteil eines ausgeglichenen Verhältnisses in Bezug auf die Beanspruchung von Ober- und Unterkörper. Eine gute Ausdauer, Kraft und Technik sind erforderlich um einen Wettkampf mit Erfolg zu absolvieren. Diese Sportart ist insbesondere für Triathleten und Kanuten interessant, aus denen beiden sich die Mehrzahl der Quadrathleten rekrutiert. Aber auch vielseitige Breitensportler sehen im Quadrathlon die Möglichkeit zu einem ausgewogenen Mehrkampf.

## Geschichte
Der erste Quadrathlon wurde im Jahr 1989 durch den Italiener Sergio Ferrero auf Ibiza ins Leben gerufen. Es war der Diamond Man Long-distance Quadrathlon über 5 km Schwimmen, 20 km Kajakfahren, 100 km Fahrradfahren und 21,1 km Laufen.
Sergio Ferrero sorgte dafür, dass sich der Quadrathlon in Europa verbreitet. So wurde 1992 die WQF (World Quadrathlon Federation) und die EQF (European Quadrathlon Federation) unter Beteiligung des Tschechen Václav Marek gegründet.

## Wettkämpfe
Der Weltverband WQF veranstaltet Weltmeisterschaften und einen Weltcup im Quadrathlon. Seit 2006 gibt es in Deutschland eine nationale Serie, den Deutschland-Cup.
Die WQF unterscheidet folgende Distanzen:
| Distanz       | Schwimmen | Kajakfahren | Radfahren | Laufen  | WQF-Standarddistanz             |
| ------------- | --------- | ----------- | --------- | ------- | ------------------------------- |
| Sprintdistanz | 750 m     | 4 km        | 20 km     | 5,0 km  | Ja                              |
| Kurzdistanz   | 1.500 m   | 8 km        | 40 km     | 10,0 km | Ja                              |
| Langdistanz   | 5.000 m   | 20 km       | 100 km    | 21,1 km | Ja                              |
| Ultradistanz  | 10.000 m  | 40 km       | 200 km    | 42,2 km | Nein (wird selten ausgerichtet) |

Da Quadrathlon eine Outdoorsportart ist, können die Wettbewerbsdistanzen aufgrund von Landschafterfordernissen schwanken (insbesondere bei Meisterschaften unter Abstimmung mit den jeweils zuständigen Verbänden). So wurde zum Beispiel in Sedlčany die Kurz-WM 2007 offiziell mit Distanzen von 1,5 km Schwimmen, 7 km Kanufahren, 50 km Radfahren und 10 km Laufen ausgetragen. Aus diesem Grund gibt es sinnvollerweise auch keine Weltrekorde (Bestzeiten Sprint-, Kurz- oder Langdistanz), sondern allenfalls Streckenrekorde.

### Regeln
Die Wettkampf-Regeln des deutschen Quadrathlons orientieren sich u. a. am Regelwerk des WQF (World Quadrathlon Federation), des DKV (Deutscher Kanu-Verband) und der DTU (Deutsche Triathlon Union) sowie den Einzeldisziplinverbänden (UCI, BDR, DLV etc.). Die Regeln lassen den Athleten dabei sowohl beim Lauf- ,Fahr- als auch beim Schwimmstil relativ viel Freiheit, solange kein unerlaubter Vorteil (z. B. durch Windschatten-Fahren) genutzt wird. So ist sowohl der Schwimmstil als auch die Bootsklasse des Kanus oder die Paddelart den Athleten überlassen, wobei es bei der Bootsklasse möglich ist, dass die Veranstalter eine Bootsklassenbeschränkung bei ihren Wettbewerben verhängen.
An festgelegten Wechselzonen dürfen neben den Wettkampfmitteln auch die Bekleidung oder Schuhwerk gewechselt werden.
Möglich ist es, dass die Schwimmdistanz entfällt. Dies ist der Fall, wenn die Wassertemperatur gewisse Punkte über- oder unterschreitet. Neoprenanzüge sind bei einer Wassertemperatur über 22–24 °C (je nach Schwimmdistanz) nicht zugelassen.
Verwarnungen und Strafen beim Wettbewerb sind möglich, wenn sich Teilnehmer einen unerlaubten Vorteil erarbeiten oder andere Teilnehmer behindern. Hier sind sowohl Zeitstrafen als auch eine Disqualifikation möglich.

### Staffeln
Bei vielen Quadrathlonveranstaltungen werden zusätzlich Staffeln angeboten – auch als Teamwettbewerb bezeichnet. Dabei handelt es sich nicht um Staffeln aus mehreren Einzelquadrathlons, sondern um Multidisziplin-Staffeln in der Reihenfolge eines Quadrathlons. Pro Staffelteilnehmer wird wie bei der Lagenstaffel im Schwimmen nacheinander je eine Disziplin absolviert. Teams können damit aus reinen Spezialisten bestehen. Häufig vergleicht man dann die Zeitdifferenz zwischen Spezialisten-Staffeln und den Quadrathleten.
Manche Veranstalter bieten auch (individuelle) Spaß-Staffeln an, in denen etwa Zweier-Teams antreten können, die z. B. im Zweier-Kajak paddeln und im Tandem Rad fahren. „Echte“ Quadrathlon-Staffeln im Stile eines Staffellaufs, wie es sie versuchsweise im Triathlon gibt, wurden dahingegen noch nicht durchgeführt. Stattdessen werden i. d. R. Teamwertungen aus der Addition der Einzelzeiten von Quadrathleten gebildet, die simultan den Wettkampf absolviert haben (Nationalteams, Vereinsteams, freie Teams, Mixed Teams).

## Konzeption
Die vier Disziplinen des Quadrathlons sind eine Kombination aus Disziplinen, die ohne fremde Hilfe oder Ausnutzung von Streckenvorteilen ausgeübt werden müssen (Einzelwettkampf, Einzelsportart). Sie sind derart kombiniert, dass ein ausgewogener Ausdauerwettkampf gewährleistet ist, d. h. gleichmäßige Anforderungen an die jeweiligen Abschnitte erforderlich sind und nacheinander ohne Stopp ausgeführt werden.
Quadrathlon entstand aus dem Anspruch, zwei Wasserdisziplinen und zwei Landdisziplinen zu einem anspruchsvollen Ausdauermehrkampf zu kombinieren. Man konnte sich ergo an rational-physiologischen Kriterien orientieren:
- Quadrathlon hat die Sportart prägende „symmetrische“ Disziplinenverteilung:

|                                | S                                     | K                           | R                                     | L                                     |   | S                                     | K                                     | R                                     | L                           |                             |
| ------------------------------ | ------------------------------------- | --------------------------- | ------------------------------------- | ------------------------------------- | - | ------------------------------------- | ------------------------------------- | ------------------------------------- | --------------------------- | --------------------------- |
| 2× Wasser                      | Grünes Häkchensymbol für ja           | Grünes Häkchensymbol für ja | Rotes X oder Kreuzchensymbol für nein | Rotes X oder Kreuzchensymbol für nein | ↔ | Rotes X oder Kreuzchensymbol für nein | Rotes X oder Kreuzchensymbol für nein | Grünes Häkchensymbol für ja           | Grünes Häkchensymbol für ja | 2× Land                     |
| 2× Oberkörper/Arm-Dynamik      | Grünes Häkchensymbol für ja           | Grünes Häkchensymbol für ja | Rotes X oder Kreuzchensymbol für nein | Rotes X oder Kreuzchensymbol für nein | ↔ | Rotes X oder Kreuzchensymbol für nein | Rotes X oder Kreuzchensymbol für nein | Grünes Häkchensymbol für ja           | Grünes Häkchensymbol für ja | 2× Unterkörper/Bein-Dynamik |
| 2× technische/Geräte-Disziplin | Rotes X oder Kreuzchensymbol für nein | Grünes Häkchensymbol für ja | Grünes Häkchensymbol für ja           | Rotes X oder Kreuzchensymbol für nein | ↔ | Grünes Häkchensymbol für ja           | Rotes X oder Kreuzchensymbol für nein | Rotes X oder Kreuzchensymbol für nein | Grünes Häkchensymbol für ja | 2× „nackte“ Disziplin       |
- Auch die Analyse der relativen Geschwindigkeiten des Athleten zeigt eine hohe Ausgeglichenheit zwischen den Einzeldisziplinen: Kanu- und Radrennen werden etwa mit der dreifachen Geschwindigkeit absolviert wie die analogen „nackten“ Disziplinen: So ist ein durchschnittlicher Referenz-Quadrathlet mit dem Kajak ca. 9 km/h und beim Schwimmen etwa 3 km/h schnell, beim Rad-Einzelzeitfahren erreicht er grob 30 km/h und laufend eine Geschwindigkeit von ca. 10 km/h. Bei einem Spitzensport-Quadrathlet sind die Geschwindigkeiten entsprechend angenähert ca. 4 km/h, 40 km/h, 12 km/h und 15 km/h, ein freizeitaktiver Breitensport-Quadrathlet erreicht etwa Tempi von 2 km/h, 20 km/h, 6 km/h und 7 km/h.
- Gleichzeitig ist die körperliche Belastung im Verhältnis umkehrt proportional zur Geschwindigkeit – Anders ausgedrückt, erfordert ein Tempo von 10 km/h beim Radfahren nur etwa 1/3 des Energieaufwandes gegenüber einem Lauf mit 10 km/h und analog ist dies für Kajak/Schwimmen zu konstatieren, bzw. ist der Energieeinsatz zum Erreichen eines Tempos von 9 km/h beim Paddeln etwa dem für 3 km/Schwimmen ähnlich (analog Rad/Laufen). 
Zum Absolvieren der jeweiligen Einzelstrecken der jeweiligen Disziplinen/Wettkampfabschnitte bedeutet dies für die jeweilige Dauer:

|                         | S       | K         | R     | L         |
| ----------------------- | ------- | --------- | ----- | --------- |
| Langdistanz:            | 1–1,5 h | 2,5–3,5 h | 2–3 h | 1,5–2 h 1 |
| Allgemeiner formuliert: | 1 ZE    | 3 ZE      | 3 ZE  | 1 ZE 2    |
1 h = Stunden
2 ZE = Zeiteinheit
Im Vergleich dazu berechnet sich eine Triathlon-Ultra-/Langdistanz Endzeit als Addition aus nur ca. 1 ZE Schwimmen, aber 5–6 ZE Radfahren und 4–5 ZE Laufen (Sarkastisch formuliert, ist die Triathlon-Ultradistanz (Ironman) also ein „Feucht-Zweikampf“).
Der Reiz des Quadrathlons wird insgesamt durch die Notwendigkeit der „gleichmäßigen Beherrschung aller Disziplinen“ erzeugt.

## Verbände
- WQF (World Quadrathlon Federation)
- EQF (European Quadrathlon Federation)
- QUAD (Quadrathlon Allianz Deutschland)
- DKV (Deutscher Kanu-Verband)

Zurzeit gehören zehn nationale Verbände der WQF an: Kanada, Deutschland, Frankreich, Großbritannien, Mexiko, Polen, Slowakei, Spanien, Tschechien und Ungarn.